# Haudanselkä
Haudanselkä är den nordligaste delen av sjön Isojärvi i Siikais kommun i landskapet Satakunta. I sjön finns bl.a öarna Iso Mäntyluoto och Niittuluoto.